# Hyundai Accent
O Hyundai Accent , ou Hyundai Verna (현대 베르나) (em coreano:  현대 엑센트) na Coreia do Sul, é um modelo compacto da Hyundai.
Em 2008, a Hyundai Accent foi nomeado como o carro sub-compacto mais confiável pela J.D. Power and Associates.

## Teste de segurança doLatin NCAP
O Latin NCAP realizou um teste de segurança no veículo em dezembro de 2021, conseguiu nenhuma estrela, sendo 9% para adultos, 13% para crianças, 53% em pedestres vulneráveis e 7% em sistemas de segurança.
O veículo contém Airbag Frontal para motorista e opcional para passageiro, contém protensores no cinto do motorista e passageiro, airbag lateral opcional para todos os lugares, airbag lateral de peito opcional para motorista e passageiro, lembrete do cinto de segurança para motorista e opcional para passageiro e isofix.

## Galeria
- Primeira geração (1994-1999)
- Segunda geração (1999-05)
- Terceira geração (2005-11)
- Quarta geração (2011-18)
- Quinta geração (2018-presente)